# NHL (1940/1941)
Sezon NHL 1940-1941 był 24. sezonem ligi NHL. Siedem zespołów rozegrało po 48 meczów w sezonie zasadniczym. Puchar Stanleya zdobyła drużyna Boston Bruins.

## Sezon zasadniczy
M = Mecze, W = Wygrane, P = Przegrane, R = Remisy, PKT = Punkty, GZ = Gole Zdobyte, GS = Gole Stracone, KwM = Kary w minutach
| Drużyna             | M  | W  | P  | R  | PKT | GZ  | GS  | KwM |
| ------------------- | -- | -- | -- | -- | --- | --- | --- | --- |
| Boston Bruins       | 48 | 27 | 8  | 13 | 67  | 168 | 102 | 246 |
| Toronto Maple Leafs | 48 | 28 | 14 | 6  | 62  | 145 | 99  | 306 |
| Detroit Red Wings   | 48 | 21 | 16 | 11 | 53  | 112 | 102 | 337 |
| New York Rangers    | 48 | 21 | 19 | 8  | 50  | 143 | 125 | 356 |
| Chicago Black Hawks | 48 | 16 | 25 | 7  | 39  | 112 | 139 | 335 |
| Montreal Canadiens  | 48 | 16 | 26 | 6  | 38  | 121 | 147 | 435 |
| New York Americans  | 48 | 8  | 29 | 11 | 27  | 99  | 186 | 231 |

### Najlepsi strzelcy
| Zawodnik      | Drużyna             | Mecze | Bramki | Asysty | Punkty | Minuty karne |
| ------------- | ------------------- | ----- | ------ | ------ | ------ | ------------ |
| Bill Cowley   | Boston Bruins       | 46    | 17     | 45     | 62     | 16           |
| Syl Apps      | Toronto Maple Leafs | 41    | 20     | 24     | 44     | 6            |
| Gord Drillon  | Toronto Maple Leafs | 42    | 23     | 21     | 44     | 2            |
| Bryan Hextall | New York Rangers    | 48    | 26     | 18     | 44     | 16           |
| Syd Howe      | Detroit Red Wings   | 48    | 20     | 24     | 44     | 8            |
| Lynn Patrick  | New York Rangers    | 48    | 20     | 24     | 44     | 12           |

## Playoffs

### Ćwierćfinały
| Detroit Red Wings – New York Rangers          | Detroit Red Wings – New York Rangers | Detroit Red Wings – New York Rangers | Detroit Red Wings – New York Rangers | Detroit Red Wings – New York Rangers | Detroit Red Wings – New York Rangers | Detroit Red Wings – New York Rangers |
| Data                                          | Wyjazd                               | Wyjazd                               | Dom                                  | Dom                                  |                                      |                                      |
| --------------------------------------------- | ------------------------------------ | ------------------------------------ | ------------------------------------ | ------------------------------------ | ------------------------------------ | ------------------------------------ |
| 20 marca                                      | NY Rangers                           | 1                                    | 2                                    | Detroit                              | Po dogrywce                          |                                      |
| 22 marca                                      | Detroit                              | 1                                    | 3                                    | NY Rangers                           |                                      |                                      |
| 24 marca                                      | NY Rangers                           | 2                                    | 3                                    | Detroit                              |                                      |                                      |
| Detroit wygrało 2:1 i awansowało do półfinału |                                      |                                      |                                      |                                      |                                      |                                      |

| Chicago Blackhawks – Montreal Canadiens       | Chicago Blackhawks – Montreal Canadiens | Chicago Blackhawks – Montreal Canadiens | Chicago Blackhawks – Montreal Canadiens | Chicago Blackhawks – Montreal Canadiens | Chicago Blackhawks – Montreal Canadiens | Chicago Blackhawks – Montreal Canadiens |
| Data                                          | Wyjazd                                  | Wyjazd                                  | Dom                                     | Dom                                     |                                         |                                         |
| --------------------------------------------- | --------------------------------------- | --------------------------------------- | --------------------------------------- | --------------------------------------- | --------------------------------------- | --------------------------------------- |
| 20 marca                                      | Montreal                                | 1                                       | 2                                       | Chicago                                 |                                         |                                         |
| 22 marca                                      | Chicago                                 | 3                                       | 4                                       | Montreal                                | Po 2 dogrywkach                         |                                         |
| 25 marca                                      | Montreal                                | 2                                       | 3                                       | Chicago                                 |                                         |                                         |
| Chicago wygrało 2:1 i awansowało do półfinału |                                         |                                         |                                         |                                         |                                         |                                         |

### Półfinały
| Boston Bruins – Toronto Maple Leafs                      | Boston Bruins – Toronto Maple Leafs | Boston Bruins – Toronto Maple Leafs | Boston Bruins – Toronto Maple Leafs | Boston Bruins – Toronto Maple Leafs | Boston Bruins – Toronto Maple Leafs | Boston Bruins – Toronto Maple Leafs |
| Data                                                     | Wyjazd                              | Wyjazd                              | Dom                                 | Dom                                 |                                     |                                     |
| -------------------------------------------------------- | ----------------------------------- | ----------------------------------- | ----------------------------------- | ----------------------------------- | ----------------------------------- | ----------------------------------- |
| 20 marca                                                 | Toronto                             | 0                                   | 3                                   | Boston                              |                                     |                                     |
| 22 marca                                                 | Toronto                             | 5                                   | 3                                   | Boston                              |                                     |                                     |
| 25 marca                                                 | Boston                              | 2                                   | 7                                   | Toronto                             |                                     |                                     |
| 27 marca                                                 | Boston                              | 2                                   | 1                                   | Toronto                             |                                     |                                     |
| 29 marca                                                 | Toronto                             | 2                                   | 1                                   | Boston                              | Po dogrywce                         |                                     |
| 1 kwietnia                                               | Boston                              | 2                                   | 1                                   | Toronto                             |                                     |                                     |
| 3 kwietnia                                               | Toronto                             | 1                                   | 2                                   | Boston                              |                                     |                                     |
| Boston wygrał 4:3 i awansował do finału Pucharu Stanleya |                                     |                                     |                                     |                                     |                                     |                                     |

| Detroit Red Wings – Chicago Blackhawks                     | Detroit Red Wings – Chicago Blackhawks | Detroit Red Wings – Chicago Blackhawks | Detroit Red Wings – Chicago Blackhawks | Detroit Red Wings – Chicago Blackhawks | Detroit Red Wings – Chicago Blackhawks | Detroit Red Wings – Chicago Blackhawks |
| Data                                                       | Wyjazd                                 | Wyjazd                                 | Dom                                    | Dom                                    |                                        |                                        |
| ---------------------------------------------------------- | -------------------------------------- | -------------------------------------- | -------------------------------------- | -------------------------------------- | -------------------------------------- | -------------------------------------- |
| 27 marca                                                   | Chicago                                | 1                                      | 3                                      | Detroit                                |                                        |                                        |
| 30 marca                                                   | Detroit                                | 2                                      | 1                                      | Chicago                                | Po dogrywce                            |                                        |
| Detroit wygrało 2:0 i awansował do finału Pucharu Stanleya |                                        |                                        |                                        |                                        |                                        |                                        |

### Finał Pucharu Stanleya
| Boston Bruins – Detroit Red Wings            | Boston Bruins – Detroit Red Wings | Boston Bruins – Detroit Red Wings | Boston Bruins – Detroit Red Wings | Boston Bruins – Detroit Red Wings | Boston Bruins – Detroit Red Wings |
| Data                                         | Wyjazd                            | Wyjazd                            | Dom                               | Dom                               |                                   |
| -------------------------------------------- | --------------------------------- | --------------------------------- | --------------------------------- | --------------------------------- | --------------------------------- |
| 6 kwietnia                                   | Detroit                           | 2                                 | 3                                 | Boston                            |                                   |
| 8 kwietnia                                   | Detroit                           | 1                                 | 2                                 | Boston                            |                                   |
| 10 kwietnia                                  | Boston                            | 4                                 | 2                                 | Detroit                           |                                   |
| 12 kwietnia                                  | Boston                            | 3                                 | 1                                 | Detroit                           |                                   |
| Boston wygrało 4:2 i zdobyło Puchar Stanleya |                                   |                                   |                                   |                                   |                                   |

## Nagrody
| Art Ross Trophy:           | Bill Cowley, Boston Bruins      |
| Calder Memorial Trophy:    | John Quilty, Montreal Canadiens |
| Hart Memorial Trophy:      | Bill Cowley, Boston Bruins      |
| Lady Byng Memorial Trophy: | Bobby Bauer, Boston Bruins      |
| Vezina Trophy:             | Turk Broda, Toronto Maple Leafs |